# Comissão da Verdade e da Reconciliação (Honduras)
A Comissão da Verdade e da Reconciliação (em castelhano:  Comisión de la Verdad y la Reconciliación, CVR) em Honduras começou seu trabalho em 4 de maio de 2010 e apresentou um relatório final em julho de 2011. A comissão foi criada devido à sua inclusão como uma das medidas do “Acordo para a Reconciliação Nacional e o Fortalecimento da Democracia em Honduras”.
Este acordo foi criado em resposta ao golpe de Estado de 2009, ocorrido em 28 de junho, quando tropas militares estiveram envolvidas na remoção do presidente hondurenho Manuel Zelaya do cargo.
A própria comissão coletou uma quantidade significativa de informações e testemunhos do público e divulgou um relatório detalhando os abusos cometidos contra 20 das vítimas. Este relatório também criticou o papel de vários participantes no golpe, como o presidente de facto Roberto Micheletti, e apresentou uma lista de recomendações para o governo hondurenho.